# 伊斯兰经济
伊斯兰经济是指按照伊斯兰经典《古兰经》和聖訓建立的的经济体系，其运作严格按照《古兰经》和聖訓的教义进行。其特点是要交纳天课，借贷不得收取利息，不进行向社会索取回报的投资。
依照伊斯兰教的法规，水源、森林、矿山、海洋和未开垦的土地属于公共资源，不得私人拥有，私人利用公共资源必须交纳天课。市场禁止垄断和哄抬物价，目前伊斯兰国家也出现许多银行，但小量私人借贷仍然遵守不收利息，尤其严格禁止高利贷。虽然古兰经认为贫穷和孤寡应该由社会负担，但因为现代世界经济的一体化趋势，伊斯兰世界也开始实行保险体系。
另外，伊斯蘭金融應避免高風險的貿易活動，同時，亦不容許任何賭博等經濟產業。

## 古蘭經經文
根據《古蘭經》第2章275節，「真主准許買賣，而禁止利息」，知道此教義而再犯的人「是火獄的居民，他們將永居其中」。